# Walter von Specht

Das Wappen der Familie von Specht

Walter Wilhelm Martin Manfred von Specht (* 19. Juni 1855 in Kassel; † 5. Januar 1923 in Schweidnitz) war fürstlich schaumburg-lippischer Kammerherr und preußischer Generalmajor.

## Familie
Specht entstammte dem alten niedersächsischen Adelsgeschlecht derer von Specht und war der Sohn des kurfürstlich hessischen Generalmajors und preußischen Generalleutnants Friedrich von Specht (1803–1879) und dessen dritter Ehefrau Marie, geborene Günste (1827–1892).
Er heiratete am 7. Oktober 1877 in Magdeburg Elisabeth Beuchel (1857–1922), die Tochter des Fabrikbesitzers Gustav Beuchel und der Marie Sigrist.
Sein älterer Halbbruder war der preußische Generalmajor Wilhelm von Specht (1838–1910).

## Militärischer Werdegang
Specht schied als Generalmajor aus dem aktiven Militärdienst der Preußischen Armee aus.